# Bengt Broms (ingenjör)
Bengt Baltzar Broms, född 17 juni 1928 i Örebro, död 3 december 2023 i Stockholm, var en svensk ingenjör och professor.
Broms, som var son till ingenjör Henning Broms och Ingrid Florén, utexaminerades från Chalmers tekniska högskola 1952, blev Master of Science i USA 1954 och disputerade för doktorsgraden 1956. Han var professor vid Cornell University i New York 1959–1964, överdirektör vid Statens geotekniska institut 1964–1974, professor vid Kungliga Tekniska högskolan 1974–1983 och var professor vid Nanyang Technological University i Singapore 1983–1995. Han invaldes som ledamot av Kungliga Ingenjörsvetenskapsakademien 1970 och var president i International Society for Soil Mechanics and Geotechnical Engineering 1985–1989. Han författade skrifter i geoteknik och bergmekanik.